# Потс, Пол
Это статья об Английском певце.
Пол Поттс (англ. Paul Potts, родился 13 октября 1970, Бристоль) — Английский тенор. В 2007 году победил в телевизионном британском конкурсе талантов Саймона Ковелла «Britain’s Got Talent» («В Британии есть таланты») с арией "Nessun dorma" композитора Пучини из оперы Турандот.
Пол Потс после работы в супермаркете устроился продавцом сотовых телефонов в The Carphone Warehouse. Ещё до победы в конкурсе его повысили до менеджера.

## Карьера певца

### Britain’s Got Talent
В 2007 году он выступил на шоу Britain’s Got Talent исполнив арию Nessun dorma из оперы Турандот.
Впоследствии Пол получил договор от Sony BMG на 1 000 000 фунтов и спел перед королевой Англии.

## В кинематографе
В 2013-м году история Пола Потса послужила основой для фильма «Мечты сбываются!» (англ. "One Chance"), ( "Один шанс" ) режиссёром которого стал Дэвид Фрэнкел.